# 요시프 엘레즈
요시프 엘레즈(크로아티아어: Josip Elez, 1994년 4월 25일, 크로아티아 스플리트~ )는 현재 크로아티아 프르바 HNL의 HNK 하이두크 스플리트에서 뛰는 크로아티아의 축구 선수이다.
그의 고향팀 솔린에서 축구 생활을 시작했다. 14살의 나이에 그의 어린시절 5년을 보낸 하이두크 스플리트로 팀을 옮겼다. 2013년에 라치오로 팀을 옮겼다.